# Cristóbal Holzapfel
Cristóbal Holzapfel Ossa, (Valdivia, 22 de marzo de 1953) es un profesor  titular de filosofía de la Universidad de Chile. 

## Biografía
Hijo de Cecilia Ossa y Joaquín Holzapfel, quien fuera Intendente y posteriormente Gobernador de Valdivia. Es hermano de la actriz Consuelo Holzapfel.
Estudió en el Instituto Alemán Carlos Anwandter de Valdivia. Ingresó a estudiar Filosofía en 1970 a la Universidad Austral de Chile en Valdivia. Sus maestros en aquel tiempo fueron en particular Jorge Millas, Luis Oyarzún, Manuel Atria, Juan de Dios Vial Larraín.
En 1974 continuó con la Licenciatura en Filosofía en Santiago, en la Facultad de Filosofía y Humanidades de la Universidad de Chile. Sus profesores fueron allí Héctor Carvallo, Juan Rivano, Joaquín Barceló, Jorge Acevedo, Pablo Oyarzún. Su Tesis de Licenciatura fue sobre "El uno (das Man): un descubrimiento original de Martin Heidegger".
En 1982 inicia su Doctorado en Filosofía en la Universidad de Friburgo, en Friburgo de Brisgovia, Alemania. Sus profesores fueron allá Friedrich Wilhelm von Herrmann, Ute Guzzoni, Rainer Marten, Werner Marx, Wolfgang Wieland, Klaus Jacobi. Obtuvo su doctorado en Filosofía, con menciones en Filosofía, Romanística y Germanística en 1987. Su Tesis doctoral se titula: "Die Gewissensauffassung von Heidegger vor dem Hintergrund traditioneller Gewissenskonzeptionen" ("La concepción de Heidegger de la conciencia sobre el fondo de concepciones tradicionales de ella"), y fue publicada por la Editorial Peter Lang, Fráncfort del Meno, Alemania.
En 1987 regresa a la Universidad de Chile donde es profesor desde 1981 y Profesor titular desde 2001.

## Denuncia por acoso sexual
En 2018, la cineasta Marcela Said denunció haber sido acosada sexualmente por Holzapfel cuando esta tenía 18 años y era su alumna en la Universidad de Chile. Said explicó que Holzapfel la obligó a llevar un trabajo a su departamento, instancia en la que este se le tiró encima y, entre forcejeos, la cineasta dijo ser lesbiana para zafarse del profesor quien ofuscado ante el rechazo le repetía "te gusta con lengüita".
Luego de que el hecho se hiciera público, Holzapfel dijo que la denuncia había "arruinado su carrera" y que su "acercamiento" a Said "lo había hecho por amor". También agregó que las acusaciones estaban siendo alimentadas por "una horda primitiva que está con los colmillos ensangrentados, como para practicar un ritual en el siglo XXI” y que, en parte, su agresión a Said decía relación con su estadía en Alemania, donde "estaba la cultura de los cuerpos libres. Y una cosa impresionante fue que en un parque de la ciudad de Friburgo estaban mis compañeros de curso desnudos con el profesor y era normal”

## Obras
Desde 1991 comienza la publicación de una serie de libros en los que inicia su proyecto de una summa philosophica:
- Ser y Universo, Editorial Universitaria, 1990.
- Conciencia y mundo, Ediciones de la UNAB, 1993.
- Lecturas del amor, Editorial Universitaria, 1999.
- Aventura ética, LOM Ediciones, 2000.
- Crítica de la razón lúdica, Editorial TROTTA, Madrid, 2003.
- A la búsqueda del sentido, Random House Mondadori, 2006.
- El enlace hombre-mundo, publicado en Observaciones filosóficas.net 2009.
- De cara al límite, Editorial Metales Pesados, 2012.
- Deus absconditus, Dolmen ediciones, 1995.
- Ser Humano, 2014.
- Argumentación y proyección de mundo, Editorial Universitaia, 2015.